# Dasidara
Der Dasidara ist ein Fluss im Osten Osttimors.

## Verlauf

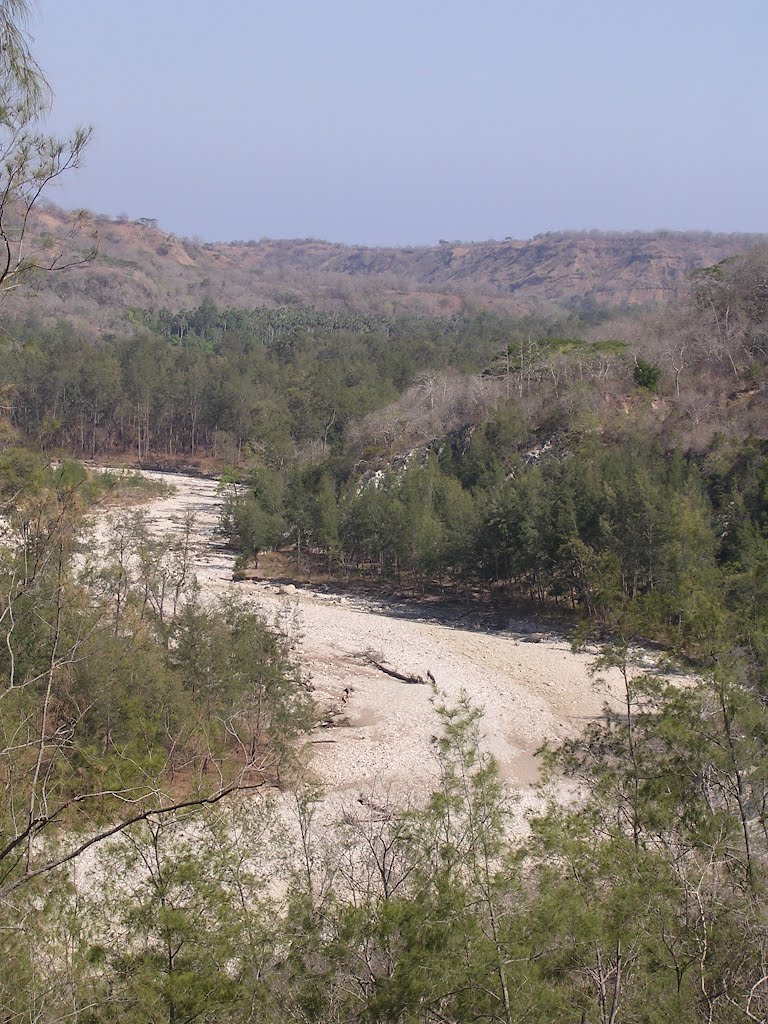
Der Laivai, der Grenzfluss zu Ililai. Am Ufer stehen kleine Kasuarinenwäldchen

Im Westen des Sucos Atelari entspringt der Gomilafo, der zuerst nach Südosten fließt und dann nach Nordosten schwenkt und in den Suco Sagadate fließt. Der im Osten von Atelari entspringende Liqueliu fließt nach Nordwesten und bildet die Grenze zwischen Sagadate und Wairoque, wo auch der Gomilafo in ihn mündet. An der Grenze zwischen den Sucos Ililai und Wairoque münden die in Wairoque entspringende Bociliu und Abuti. Der nun Laivai genannte Fluss fließt nach Norden und bildet die Grenze zwischen den Sucos Ililai und Euquisi. Auf halbem Weg zum Meer erhält der Fluss seinen endgültigen Namen Dasidara. Kurz vor seiner Mündung in die Straße von Wetar am Ponta Usso Íssi verlässt der Dasidara den Grenzverlauf und durchquert Ililai bis zum Ende seines Laufs.